# Jean-Baptiste Espert de Latour
Jean-Baptiste Espert de Latour, dit le baron de Latour, né le 1er juillet 1764 à Sibra, dans la commune de Lagarde (Ariège), et mort le 13 octobre 1815 à Saint-Quentin-la-Tour (Ariège), est un militaire français.

## Première campagne (1792-1795)
Il entra au service comme capitaine d'une compagnie franche de son département le 1er octobre 1792, et fit la campagne de cette année à l'armée des Pyrénées orientales. Passé au 4e bataillon de l'Ariège le 13 mai 1793, il y devint chef de bataillon le 15 vendémiaire an II et servit dans la même armée pendant les guerres de 1793 et des ans II, III et IV. Au siège de Roses, il fut blessé d'un coup de feu au menton et d'un coup de sabre au bras gauche.

## Commandement en Italie
À la paix avec l'Espagne, il passa en Italie avec la 11e demi-brigade provisoire, qu'il commandait alors comme le plus ancien chef de bataillon ; cette 11e provisoire fut incorporée dans la 27e légère le 4 nivôse an V. Le 7 pluviôse, à l'affaire de Bassano, où il commandait la 27e légère, qui formait l'avant-garde de la division Augereau, il reçut un coup de feu à la joue droite et un autre à la cuisse. Le 10 ventôse suivant, Napoléon Bonaparte lui confia le commandement de la place de Bologne, et, le 26 pluviôse an VI, le général Alexandre Berthier le nomma commandant de la province d'Umbria, en Romagne ; mais il retourna à Bologne le 4 prairial suivant. Le 2 germinal an VII, il dirigea l'avant-garde de la division qui marcha sur la Toscane, et commanda la place de Florence le 6 du même mois.
Pendant le temps qu'il exerçait ses fonctions à Florence, le commandant Espert marcha plusieurs fois à la tête des détachements envoyés contre les insurgés d'Arezzo et d'autres lieux, et chaque fois, il les battit, les dispersa, leur prit leur artillerie, et fut assez heureux pour maintenir la tranquillité dans cette contrée. Lors de l'évacuation de la Toscane, le 17 messidor suivant, il conduisit à Gênes l'arrière-garde de la division. Appelé le 16 thermidor, il retourna à Gênes le 3 nivôse an XIII. Il fit partie de l'état-major du général en chef Masséna.
Le 28 germinal de la même année, à Voltri, où il commandait dix-sept compagnies de grenadiers formant la réserve, il reçut un coup de feu à la jambe gauche. Le 22 floréal suivant, envoyé sur une barque pour porter des ordres à l'aile droite de l'armée, il fut pris par un corsaire autrichien sous le cap Noli. Échangé le 24 prairial de la même année, il vint reprendre ses fonctions au quartier général de l'armée d'Italie. On lui confia le 3 thermidor le commandement de Lucques, qu'il conserva jusqu'à l'évacuation de cette place. Mis en réforme le 8 messidor, et rappelé à l'activité, il reprit le commandement de Bologne le 10 ventôse an X.

## Titularisations et Campagnes de l'Est
Placé comme chef de bataillon à la suite, le 1er germinal, dans la 34e demi-brigade, il passa comme titulaire dans la 110e le 7  prairial, et dans le 55e régiment d'infanterie de ligne le 11 fructidor an XI. Major du 108e régiment de la même arme le 30 frimaire an XII, et membre de la Légion d'honneur le 4 germinal, il fit les campagnes de Prusse et de Pologne, et se distingua, le 16 février 1807, à Ostrołęka, où il fut nommé officier de la Légion d'honneur.
Sa conduite à Friedland lui valut le grade de colonel à la suite, le 28 juin. Le 10 novembre de la même année, l'Empereur le nomma colonel titulaire du 42e d'infanterie de ligne, et, le 17 mars 1808, il lui accorda le titre de baron d'Empire et une dotation de 4 000 francs de rente. Il fit la campagne de 1809 avec la Grande Armée, et fut très grièvement blessé au bras gauche, le 14 juin, à la bataille de Raab.

## Dans l'Armée d'Espagne
Passé à l'armée d'Espagne, il fit les guerres de la Catalogne et d'Aragon jusqu'en 1814. Chargé, par le général Souham, de tourner la position de l'ennemi, à la tête du 42e il concourut, après trois heures d'une vive fusillade, à la prise de Santa-Coloma et à la déroute complète des Espagnols, qui perdirent 2 000 hommes tués, blessés ou prisonniers. Le 20 février 1810, à l'affaire de Vich, en Catalogne, le 42e de ligne soutint, depuis huit heures du matin jusqu'à quatre heures du soir, les efforts de l'armée espagnole, forte de 12 000 hommes d'infanterie et de 1 200 cavaliers. Renforcé par le 3e bataillon du 1er léger, le colonel Espert fit battre la charge et enfonça le centre de l'ennemi, prit un drapeau, six cents chevaux, et fit deux mille huit cents prisonniers, dont cent trente-quatre officiers. Dans cette affaire, il reçut quatre coups de feu ; le premier perça son chapeau, le second lui enleva une épaulette, le troisième brisa son sabre et le quatrième emporta le talon de sa botte.
Il se fit encore remarquer aux sièges de Gérone, d'Hostalric et de Tortose, et fut nommé commandeur de la Légion d'honneur le 7 mai 1811. À la prise d'assaut de Tarragone le 28 juin suivant, il mérita d'être honorablement mentionné, par le général en chef, à l'ordre de l'armée. Élevé au grade de général de brigade le 6 août 1811, pour être employé en cette qualité à l'armée de Catalogne, il se trouva au combat d'Altafulla le 23 janvier 1812, attaqua les Espagnols de front et les mit dans une déroute complète. Quelques jours après, posté à San-Geloni, il chassa de Villa-Major le chef de bande Milans et lui fit éprouver des pertes considérables. Le 19 septembre, se rendant d'Arom del Mar à Mataró, avec le 5e de ligne, le 23e léger et un escadron du 29e de chasseurs à cheval, il fut attaqué sur les hauteurs de San-Vicente par 3 000 Espagnols commandés par ce même Milans. Après un engagement très vif, les insurgés furent culbutés, poursuivis au-delà des montagnes jusqu'à la nuit, et perdirent 350 hommes.
Le 2 novembre suivant, au combat de Garrigica, il chassa brusquement les Espagnols des retranchements qu'ils occupaient sur les hauteurs, et leur enleva successivement cinq positions. En 1813 et en 1814, il commanda la division de Cerdagne, et ne déposa les armes qu'après l'abdication de l'Empereur.

## La Restauration
Mis en non-activité et nommé chevalier de Saint-Louis le 24 août 1814, lors, du retour de Napoléon Ier, au mois de mars 1815, il fut employé dans la 19e division militaire à Lyon. Replacé dans la position de non-activité après la seconde Restauration, le baron Jean-Baptiste Espert de Latour mourut le 13 octobre 1815 à l'âge de 51 ans et fut enterré au cimetière de Saint-Quentin-la-Tour (Ariège).
Le baron Jean-Baptiste Espert de Latour avait deux frères, également nés en Ariège et  militaires français : 
- le vicomte Pierre Espert de Sibra, né à Lagarde (Ariège) le 25 février 1771 et décédé le 3 décembre 1835 au hameau de Balach (commune de La Bastide-de-Bousignac - Ariège) fut baron d’Empire, général de brigade le 6 août 1811, maréchal de camp, commandeur de l’ordre royal de la Légion d’honneur et des Deux Siciles, chevalier de Saint-Louis et de la Couronne de Fer ;
- le chevalier Jean-Marc Espert de Bulach, né à Lagarde (Ariège) le 29 août 1774 et décédé le 11 mars 1835 à Sibra (commune de Lagarde - Ariège) fut chevalier d'Empire, colonel, maréchal de camp, général de brigade le 21 avril 1815, officier de la Légion d'honneur, chevalier de Saint-Louis, commandeur des ordres de Naples et d'Espagne.

Après la chute de Napoléon, Jean-Marc Espert de Bulach, aide de camp de Joseph Bonaparte, aurait été chargé par l’impératrice Joséphine, à la prise de Paris en 1814, de rapporter les diamants de la Couronne au gouvernement provisoire.

## Sources
- « Jean-Baptiste Espert de Latour », dans Charles Mullié, Biographie des célébrités militaires des armées de terre et de mer de 1789 à 1850, 1852 [détail de l’édition]